# Pseudoseioptera demonstrans
Pseudoseioptera demonstrans is een vliegensoort uit de familie van de prachtvliegen (Ulidiidae). De wetenschappelijke naam van de soort is voor het eerst geldig gepubliceerd in 1941 door Hennig.